# 布盧沃特 (加利福尼亞州)
布盧沃特（英語：Bluewater）是位於美國加利福尼亞州聖貝納迪諾縣的一個人口普查指定地區。

## 地理
布盧沃特的座標為34°10′49″N 114°15′02″W / 34.18028°N 114.25056°W，而該地最高點為海拔高度112米（即367英尺）。

## 人口
根據2010年美國人口普查的數據，布盧沃特的面積為3.48平方千米，當中陸地面積為2.31平方千米，而水域面積為1.17平方千米。當地共有人口1253人，而人口密度為每平方千米360人。